# 10841 Ericforbes
10841 Ericforbes è un asteroide della fascia principale. Scoperto nel 1994, presenta un'orbita caratterizzata da un semiasse maggiore pari a 1,9386486 UA e da un'eccentricità di 0,0541962, inclinata di 23,39774° rispetto all'eclittica.